# ロリー (歌手)
ロリー（Lolly、1977年6月27日 - ）はイギリスのポップ・ミュージック歌手。女優やテレビ番組の司会者としても活動している。